# Arthur Hnatek
Arthur Hnatek (* 10. Juli 1990 in Genf) ist ein Schweizer Jazzmusiker (Schlagzeug, Komposition).

## Leben und Wirken
Hnatek probierte im elterlichen Musikgeschäft verschiedene Instrumente aus, bevor er sich im Alter von acht Jahren für das Schlagzeug entschied. Er erhielt Unterricht an der lokalen Jazzschule bei Paul Esmerode. Ein Studium an der professionellen Jazzschule schloss sich an. Dann zog er nach New York, wo er New School for Jazz and Contemporary Music bei Kirk Nurock, John Hollenbeck und Mark Guiliana den Bachelorstudiengang absolvierte. Als Student spielte er in der JM Jazz World mit dem kroatischen HGM Jazz Orkestar.
Hnatek leitete Bands wie Melismetiq, SWIMS und das Trio Static (mit dem Saxofonisten Francesco Geminiani und dem Bassisten Fabien Iannone, gleichnamiges Album bei Whirlwind Records). Zu Melismetiq gehören Trompeter Ari Bragi Karason, Pianist Shai Maestro und Bassist Rick Rosato. Die Gruppe SWIMS, mit der er auch beim Montreux Jazz Festival auftrat, veröffentlichte 2017 eine erste EP bei Susan Records. 2016 leitete er zudem das DKSJ Swiss All-Star Project, mit dem er seine Suite Lualuna Tai aufführte. Er gehörte zu den Bands von Tigran Hamasyan und Erik Truffaz, mit denen er auch Alben veröffentlichte. Weiterhin arbeitete er mit Shai Maestro, Gilad Hekselman, Dhafer Youssef, Donny McCaslin, Linda Oh, Vincent Peirani, Camila Meza, Grégoire Maret, Sophie Hunger, Franky Rousseau oder Nate Wood. Auch ist er auf Aufnahmen von Florian Favre und Florian Favre zu hören.
Als Komponist hat er für Sinfonieorchester, Streichquartette, Kammerensemble, Big Bands und Combos geschrieben. 2013 produzierte er seine arc lite suite mit einem Nonett. Aufträge hat er vom Puplinge Classique Festival, der Jeunesse Musicale, dem Geneva Brass Festival oder dem Orchestre Quipasseparlà im Jahr 2017 erhalten. Auch war er als Filmkomponist tätig und hat den Kurzfilm To Be Delivered von Pierre Amstutz Roch vertont. Im Bereich der Electronica hat er Remixe für Manu Delago, Tigran, Eclecta, Matthieu Llodra und Erik Truffaz produziert.

## Preise und Auszeichnungen
Hnatek wurde 2006 und 2007 beim Schweizerischen Drummer- und Percussionisten-Wettbewerb in Altishofen genreübergreifend als bester Schlagzeuger der Schweiz ausgezeichnet. Weiterhin gewann er den Wettbewerb des Batteur Magazine für die beste Songaufnahme. 2019 erhielt er mit seinem Trio den ZKB Jazzpreis.

## Diskografische Hinweise
- Arthur Hnatek Trio: Static (Whirlwind Recordings, 2021, mit Fabien Iannone, Francesco Geminiani)